# Tinghir
Tinghir (en àrab تنغير, Tinḡīr; en amazic ⵜⵉⵏⵖⵉⵔ, Tinɣir) és un municipi de la província de Tinghir, a la regió de Drâa-Tafilalet, al Marroc. Segons el cens de 2014 tenia una població total de 42.044 persones. Està situat al peu de les muntanyes del Atles. El nom de la ciutat, en amazic significa ‘la de la muntanya’, perquè la ciutat està envoltada de muntanyes altes.
En les dues últimes dècades ha experimentat un creixement urbà molt ràpid, i han aparegut barris nous com Tichka, Lwafa, Bougafer i Tihit.

## Geografia natural
Tineghir és un gran oasi que s'estén uns 30 km de llarg i de diversos quilòmetres d'ample, des d'uns pocs quilòmetres aigües amunt a 4 km aigües avall. El clima de l'est de Tinghir és el que correspon a les àrides regions subtropicals, és a dir, calent, hiverns secs, amb relació a l'altitud (1.430 metres). Hi ha uns pocs dies de pluja per any, les majors precipitacions es produeixen a la tardor i hivern.
La regió de Tineghir està encaixada entre dues cadenes muntanyenques, s'estén a més de 700 km de longitud, al sud-oest fins al nord-est del Marroc: Alt Atles al nord a més de 4167 m (Adrar Toubkal). Pre-Atles al sud que és la continuació d'Adrar Sarhro. Això s'anomena ruta Sud-Atles, que és també el camí de Ouarzazate a Imtghren. Durant la segona època, aquesta regió ha estat envaïda periòdicament pel mar, produint dipòsits de sediments rics en fòssils marins (les amonites estan ben representades). L'aixecament de l'Atles, principalment durant el Terciari, va provocar la retirada del mar i la deformació dels estrats de les roques (plecs, falles). L'erosió eòlica i fluvial eventualment va conformar el paisatge desert de pedra calcària i argila.